# Región de Pemba Norte
Pemba Norte es una de las treintaiuna regiones administrativas en las que se encuentra dividida la República Unida de Tanzania, localizada dentro de la isla de Zanzíbar. Su capital es la ciudad de Wete.

## Distritos
Esta región se encuentra subdividida internamente en tan solo un par de distritos (wilaya en suajili) a saber:
- Micheweni
- Wete

## Territorio y población
La región de Pemba Septentrional ocupa una superficie de 574 kilómetros cuadrados. Según el censo de 2022, su población era de 272.091 personas. La densidad poblacional era de 474 habitantes por kilómetro cuadrado.
- Datos: Q498073
- Multimedia: Pemba North Region / Q498073